# 赤羽一嘉
赤羽一嘉（1958年5月7日—），日本公明黨籍政治家，曾任國土交通大臣兼水循環政策擔當大臣，現為眾議院議員。

## 經歷
- 1958年5月 - 出生於東京都。[1]

- 曾經就讀落合第二小學校，西戶山第二中學校，東京都立青山高等學校。在學時是攬球隊隊員，當時是第一個被選為全日本高校選抜選手的都立高中生。
- 慶應義塾大學法學部政治學科（小田英郎研討會：非洲政治（南非種族隔離政策）的專攻）畢業。
- 加入日本通運。當時，曾經在國立臺灣師範大學留學學習語學。之後，曾在北京事務所，南京事務所，関西支社工作。北京事務所時代，曾經歷天安門事件。
- 1993年7月 - 以公明黨名義參加第40回眾議院議員總選舉，初次當選。
- 1996年10月 - 以新進黨名義第41回眾議院議員總選舉，再次當選。
- 2000年6月 - 以公明黨名義第42回眾議院議員總選舉，3次當選。
- 2003年11月 - 以公明黨名義第43回眾議院議員總選舉，4次當選。
- 2005年9月 - 以公明黨名義第44回眾議院議員總選舉，5次當選。11月的第3次小泉改造内閣被任命為財務副大臣（税制擔當）
- 2009年8月 - 第45回眾議院議員總選舉敗給民主黨的向山好，落選。
- 2012年12月 - 第46回眾議院議員總選舉擊敗向山好，6次當選。第2次安倍内閣被任命為經濟産業副大臣，内閣府副大臣。
- 2014年12月 - 以公明黨名義第47回眾議院議員總選舉，7次當選。
- 2017年10月 - 以公明黨名義第48回眾議院議員總選舉，8次當選。